# はんぶんこのカケラ
『はんぶんこのカケラ』は、後藤みさきによる日本の漫画作品。『Sho-Comi』（小学館）にて、2012年16号から同年18号まで掲載された。単行本は全1巻。

## 概要
サブタイトルは「僕らはいつも恋わずらい」。
後藤みさきが『Sho-Comi』でデビュー後、第2作目の連載作品（前作は『君はまるで、あの花のようで。』）。
連載終了後、本編には登場しなかった、本作の主人公こまこの妹・蒼（あお）のスピンオフ作品が番外編として増刊号に掲載された。

## ストーリー
——わたしたちは、地平線をこえて交わることはない…。
夏休み明けの2学期、東京から転校して来た高梨千加は、容姿も良ければ名前もカッコ良く、女子に囲まれていつも笑顔でいる。
そんな千加と同じクラスで、彼の後ろの席の黒沢こまこは、いつもヘラヘラと笑っている千加が嫌い。
「嫌い」と告げても変わらず笑いながら話しかけてくる彼にイライラは募るばかり。
そんなある日、海で千加と偶然会ったこまこは、彼から実は「嫌われるのが怖くて無理して笑っている」ということを打ち明けられる。意外な千加の性格を知ったこまこは惹かれはじめるが、「こまこが恋愛対象じゃなくて良かった」と言われてしまい…?

## 登場人物
黒沢こまこ（くろさわ こまこ）
海沿いの田舎町に住む、サバサバした性格の女の子。シーグラス集めが好きで、海で千加がしていた赤いシーグラスのペンダントをもらう。いつもヘラヘラしている千加が嫌いだったが、彼の意外な性格を知って惹かれ始める。しかし千加からは「ずっと友達でいよう」と言われてしまう。
高梨千加（たかなし ちか）
夏休み明けの2学期に東京から転校して来た男の子。こまこ曰く、容姿も良ければミルクティー色の髪色で名前までカッコ良くてイライラする人。人に嫌われるのが怖くていつも笑顔でいるが、そんな自分に疲れていたところ、こまこと偶然海で会う。こまことはずっと友達でいたいと思っていた。

## 番外編
- はんぶんこのカケラ 番外編 〜あおがすき〜（2012年『Sho-Comi』増刊10月15日号）

## 単行本収録作品
- はんぶんこのカケラ（全3話）
- はんぶんこのカケラ 番外編 〜あおがすき〜（2012年『Sho-Comi』増刊10月15日号）
- 閃くんのとっておき（2012年『Sho-Comi』本誌13号）
- はんぶんこのカケラおまけ（描きおろし）